# Joaquim Elói de Medeiros
Joaquim Elói de Medeiros (Desterro, 4 de julho de 1833 — Rio de Janeiro, 31 de outubro de 1899) foi um religioso e político brasileiro.
Filho de Laurentino Elói de Medeiros e Maria Caetana de Góis.
Foi capelão militar na Guerra do Paraguai.
Foi deputado à Assembleia Legislativa Provincial de Santa Catarina na 18ª legislatura (1870 — 1871) e na 19ª legislatura (1872 — 1873).
Foi 2º vice-presidente da província de Santa Catarina, nomeado por carta imperial de 23 de fevereiro de 1889, assumindo a presidência interinamente de 6 de março a 26 de junho de 1889.
Foi deputado estadual à Assembleia Legislativa de Santa Catarina (ALESC) na 1ª legislatura (1894 — 1895) e na 2ª legislatura (1896 — 1897).